# Maurizio Siega
Maurizio Siega (Palmanova, 19 settembre 1954) è un ex lunghista italiano.

## Biografia
Nato il 29 ottobre 1954 a Palmanova, ha rappresentato la nazionale italiana dal 1972 al 1979. Durante la sua carriera, ha ottenuto notevoli successi, tra cui due titoli nazionali assoluti nel salto in lungo nel 1977 e nel 1979. 
Siega ha stabilito il record regionale di salto in lungo con una misura di 7,88 metri il 5 ottobre 1975, un record che è rimasto imbattuto per molti anni. Ha partecipato a diverse competizioni internazionali, tra cui i Giochi del Mediterraneo del 1975 e le Universiadi del 1975 e del 1977.
La sua carriera è stata celebrata a Tarvisio, dove è stato omaggiato per il suo contributo all'atletica leggera regionale e nazionale.

## Palmarès
| Anno | Competizione | Luogo   | Posizione | Event          | Metri totali | Notes |
| ---- | ------------ | ------- | --------- | -------------- | ------------ | ----- |
| 1975 | Giochi del   | Algeria | 5°        | Triplo salto   | 15.46 m      | [ 4 ] |
| 1975 | Universiade  | Roma    | 7°        | Triplo salto   | 15.87 m      |       |
| 1977 | Universiade  | Sofia   | 1°        | Salto in lungo | 7.24 m       |       |